# Гарсия, Рональд
Рональд Ласаро Гарсия Хустиниано (исп. Ronald Lázaro García Justiniano; родился 17 декабря 1980 года, Санта-Крус-де-ла-Сьерра, Боливия) — боливийский футболист, полузащитник. Выступал в сборной Боливии.

## Клубная карьера
Гарсия - выпускник известной в Боливии футбольной академии «Тауичи Агилера», которая также воспитала много известных боливийских футболистов, таких как Хайме Морено, Эрвин Санчес и Марко Этччерврия.
В 1998 году Рональд начал карьеру в клубе «Боливар». В 2001 году он перешёл в португальскую «Алверку». В Португалии Гарсия отыграл три сезона, после чего вернулся в «Боливар». Он помог родной команде дойти до полуфинала Кубка Либератадорес.
В 2005 году Рональд во второй раз решил попробовать свои силы в Европе и подписал соглашение с греческим «Арисом». Сумма трансфера составила 100 тыс. евро. Первый сезон в новой команде ушёл на борьбу с травмами и затянувшуюся адаптацию. На второй год Гарсия завоевал место в основе и помог клубу выйти в Суперлигу. В элите Рональд опять выпадает из основы из-за травм и долгого последующего восстановления. Летом 2008 года он продлил контракт с «Арисом» ещё на 5 лет. На протяжении следующих двух сезонов Гарсия дважды помог команды выйти в финал Кубка Греции. Летом 2010 года на правах аренды он перешёл в кипрский «Анортосис». 29 августа в матче против «Алки» Рональд дебютировал в чемпионате Кипра.
Первую половину 2011 года Гарсия также провёл в аренде в родном «Боливаре» и впервые выиграл чемпионат Боливии. Рональд до является единственным легионером за всю историю «Ариса», который выступал за команду на протяжении 7 лет.
Летом 2012 года Гарсия вернулся на родину, где подписал контракт с «Ориенте Петролеро». 20 сентября в матче против «Сан-Хосе Оруро» он дебютировал за новый клуб. 13 января 2013 года в поединке против «Стронгест» Рональд забил свой первый гол за «Ориенте Петролеро».

## Международная карьера
В 2001 году Гарсия был включён в заявку сборной Боливии на участие в Кубке Америки в Колумбии. 14 июля в матче против сборной Уругвая он дебютировал за национальную команду, также на турнире Рональд сыграл в поединке против сборной Гондураса.
В 2007 году он во второй раз выступил на Кубке Америки. На турнире Гарсия принял участие в матчах против сборных Венесуэлы и Уругвая.
18 июня 2011 года в отборочном матче чемпионата мира 2010 против сборной Парагвая Рональд забил свой первый гол за сборную. В том же году Гарсия в третий раз принял участие в Кубке Америки. На турнире он сыграл в поединках против команд Коста-Рики и Колумбии.

### Голы за сборную Боливии
| # | Дата            | Место                          | Противник | Счёт | Результат | Соревнование                     |
| - | --------------- | ------------------------------ | --------- | ---- | --------- | -------------------------------- |
| 1 | 18 июня 2008    | Эрнандо Силес, Ла-Пас, Боливия | Парагвай  | 2:0  | 4:2       | Чемпионат мира 2010 квалификация |
| 2 | 11 октября 2008 | Эрнандо Силес, Ла-Пас, Боливия | Перу      | 3:0  | 3:0       | Чемпионат мира 2010 квалификация |

## Достижения
«Боливар»
- Чемпионат Боливии по футболу — 2011